# Katharina Mückstein
Katharina Mückstein est une réalisatrice, scénariste et productrice autrichienne, née en 1982 à Vienne en Autriche,,.

## Biographie

### Famille et enfance
Katharina Mückstein née en 1982 à Vienne et a grandi à Bad Vöslau,. Sa mère, Eva Mückstein (de), est psychothérapeute et politicienne, membre du parti des Verts - L'Alternative verte. Son frère aîné, Wolfgang Mückstein, est un médecin et homme politique qui a été ministre fédéral des Affaires sociales, de la Santé, des Soins et de la Protection des consommateurs d'Autriche de 2021 à 2022,.

### Études et formation
Katharina Mückstein s'intéresse au féminisme et à la philosophie queer depuis l'adolescence,. De 2000 à 2004, elle a étudié la philosophie et les études de genre.
Elle a étudié la réalisation de films à l'Académie de musique et des arts du spectacle de Vienne jusqu'en 2010, où Michael Haneke est l'un de ses professeurs,.
Mückstein a déclaré qu'un « climat sexiste » avait contribué à son abandon de l'université. « J'ai continué à évoquer divers incidents à l'Académie du film de Vienne, mais je n'avais pas l'impression d'être pris au sérieux ». Mückstein a déclaré qu'elle avait reçu des lettres de menaces de cinéastes simplement parce qu'elle demandait un quota de genre.

### Carrière
En 2008, elle réalise le court métrage La Réunion (Die Vereinigung). En 2010, elle fonde le collectif de travail et la société de production La Banda Film avec Flavio Marchetti, Michael Schindegger et Natalie Schwager,.
En 2013, elle réalise et écrit le scénario de son premier long métrage, Talea, avec Nina Proll et Sophie Stockinger. En 2016, elle a de nouveau collaboré avec Sophie Stockinger dans un rôle principal pour son deuxième long métrage, le drame de passage à l'âge adulte L'Animale, qui a été présenté en première au Festival du film de Berlin 2018 dans la section Panorama. Elle a également produit le documentaire Trois fermiers et un fils (Holz Erde Fleisch), sorti en 2016, pour lequel elle a remporté le Prix du cinéma autrichien du meilleur documentaire, et en 2017, elle a écrit et produit le documentaire Animaux et autres personnes (Tiere und andere Menschen). Mückstein est la maîtresse de cérémonie des Prix du cinéma autrichien 2017 avec l'acteur Christoph Dostal.
En 2020, Mückstein a réalisé le téléfilm Blind ermittelt - Zerstörte Träume. Elle a également réalisé ses deux suites sorties en 2022 : Blind ermittelt – Tod im Prater, et Blind ermittelt – Die nackte Kaiserin.
Du 22 septembre au 2 octobre 2022, elle a été membre du jury de la Compétition Focus du Festival du film de Zurich.
Le prochain documentaire de Mückstein sur le féminisme et l'égalité des sexes, intitulé Feminism WTF, sortira le 31 mars 2023,.

## Activisme
Katharina Mückstein est une feministe et activiste politique pour les programmes anti-discrimination dans l'industrie cinématographique. Depuis 2011, Mückstein est membre du conseil d'administration de l'Association FC Gloria - Frauen Vernetzung Film pour la promotion des réalisatrices en Autriche,.
Le 18 juin 2022, Katharina Mückstein a lancé un débat en Autriche en partageant sur son compte Instagram ses expériences avec le sexisme et le harcèlement sexuel dans l'industrie cinématographique depuis l'âge de 19 ans, comme lorsqu'un éclairagiste l'insultait tous les jours sur un plateau de tournage et a ensuite dit qu'il voulait la baiser, et quand elle a obtenu l'approbation du financement pour son premier grand film, deux collègues hommes établis ont essayé d'intervenir auprès de l'agence de financement pour qu'elle ne pas obtenir l'argent, car ils croyaient qu'elle n'avait obtenu le financement que parce qu'elle est une femme. Le même jour, Mückstein a également partagé une histoire Instagram qui disait: «Ce soir, un agresseur se tiendra sur scène et sera applaudi. Et nous ne pouvons rien faire pour contrer cela. C'est dévastateur. Je souhaite à tous ceux qui sont touchés de bons nerfs. #MeToo n'a même pas commencé en Autriche»,. Aucun nom n'a été mentionné, mais le seul événement de ce genre qui ait eu lieu en Autriche cette nuit-là était l'avant-première du film Corsage à Vienne, ce qui a conduit à la spéculation que Mückstein faisait référence à quelqu'un qui a travaillé dans ce film,. Mückstein a déclaré plus tard qu'elle ne pouvait pas nommer cet homme pour des raisons juridiques.
L'histoire Instagram de Mückstein a inspiré plusieurs femmes à partager leurs propres expériences de harcèlement sexuel, de sexisme, de racisme, d'homophobie et d'abus de pouvoir dans la communauté cinématographique et théâtrale autrichienne, que Mückstein a ensuite partagées de manière anonyme sur son compte Instagram, ce qui a généré beaucoup de débats, l'attention des médias et a déclenché une nouvelle vague du mouvement #MeToo en Autriche,,,,,. Lorsque la réalisatrice de Corsage, Marie Kreutzer, a été interrogée à ce sujet, elle a déclaré au magazine autrichien Profil qu'elle avait appris les rumeurs sur l'un des acteurs de Corsage «il y a longtemps», alors que le projet était déjà en cours, mais tant qu'il y aura que des rumeurs et aucune preuve confirmée par le tribunal, elle ne retirera ou ne renverra jamais un membre du personnel de la scène sur la base de rumeurs, et s'il n'y a ni allégations concrètes ni procédure contre quelqu'un, elle agirait en tant que juge si elle réagissait avec des conséquences. «Il y a certainement eu des rapports sur cet homme, mais ils ne provenaient que de personnes qui n'étaient pas elles-mêmes concernées et qui n'avaient rien à témoigner directement. Il faut s'en tenir aux faits, car transmettre des rumeurs peut gravement nuire aux gens. J'apprécie énormément Katharina Mückstein pour son attitude et son engagement envers la politique cinématographique, nous sommes définitivement du même côté. Mais j'aurais certainement choisi une voie différente », a-t-elle déclaré.
Mückstein a écrit en référence aux raisons pour lesquelles de nombreuses personnes concernées ne veulent pas s'exprimer ouvertement contre les auteurs; «Que vaut votre féminisme s'il se termine à la limite de votre zone de confort ?». (...) «Oui, ce sont des hommes que nous connaissons ou amis, avec qui nous avons peut-être bien travaillé ensemble - ça rend tout plus difficile que quand ça se passe à Hollywood». La proposition de Mückstein de prononcer un discours sur le débat #MeToo sur la scène lors de la cérémonie du Prix du cinéma autrichien fin juin 2022 a été rejetée par l'Académie du cinéma autrichienne,, qui a préféré publier une déclaration à ce sujet le leur site officiel à la place.
Six mois après avoir lancé un débat sur les abus et le harcèlement sexuel dans l'industrie cinématographique autrichienne, Mückstein a déclaré que son implication dans ce mouvement n'avait pas facilité sa survie dans l'industrie cinématographique, et que cela l'a poussée encore plus à la limite de l'industrie cinématographique, car elle a remarqué que les gens l'évitaient et qu'il y avait une grande variété de tentatives pour la discréditer.

## Filmographie

### Longs métrages
- 2013 : Talea (réalisatrice, scénariste et productrice)
- 2018 : L'Animale (réalisatrice, scénariste et productrice)

### Court métrage
- 2008 : La Réunion (Die Vereinigung)

### Documentaires
- 2016: Trois fermiers et un fils (Holz Erde Fleisch) (productrice)
- 2017: Animaux et autres personnes (Tiere und andere Menschen (de)) (scénariste et productrice)

Prochainement
- 2023 : Feminism WTF (réalisatrice et productrice)

### Télévision
- 2020 : Blind ermittelt – Zerstörte Träume (de) (téléfilm)
- 2022 : Blind ermittelt – Tod im Prater (de) (téléfilm)
- 2022 : Blind ermittelt – Die nackte Kaiserin (de) (téléfilm)

## Distinctions

### Récompenses
- Prix du scénario Thomas Pluch 2009 : Meilleur scénario pour La Réunion[41]
- Festival Max Ophüls 2013 : Prix du Ministre Président du Land de Sarre pour Talea[42]
- Prix du cinéma autrichien 2014 : Prix du meilleur documentaire pour Trois fermiers et un fils[18]
- Festival international du film de femmes de Séoul 2018 : Prix du meilleur film pour L'Animale[43]
- Festival international du film Cinema Jove de Valence 2018 : Prix CIMA du meilleur film réalisé par une femme pour L'Animale[44]
- Festival du film de Zurich 2019 : Prix du meilleur film in Focus Suisse, Allemagne, Autriche pour L'Animale[45]
- Diagonale 2023 : Prix du public du film le plus populaire pour Feminism WTF[46],[47]

### Nominations
- Festival du film de Zurich 2013 : Meilleur long métrage en langue allemande pour Talea[48]
- Prix du cinéma autrichien 2014 :
  - Meilleur réalisatrice pour Talea[49]
  - Meilleur scénario pour Talea[49]
- AFI Fest 2018 : Prix du public - Nouveaux auteurs pour L'Animale[50]
- Festival du film de Berlin 2018 :
  - Sélection Panorama - Meilleur film de fiction  pour L'Animale[16]
  - Prix Teddy du meilleur long métrage pour L'Animale[51]
- Festival international du film  Cinema Jove de Valence 2018 : Meilleur film pour L'Animale[43]
- Festival du film de Jérusalem 2018 : Prix FIPRESCI du meilleur premier film international pour L'Animale[52]
- Festival du film Queer de Mezipatra 2018 : sélection officielle, compétition longs métrages pour L'Animale[53]
- Festival de cinéma européen des Arcs 2018 : sélection officielle, meilleur long métrage narratif pour L'Animale[54]
- Prix du cinéma autrichien 2019 : Meilleur long métrage pour L'Animale[55]
- Festival international du film de Palm Springs 2019 : sélection officielle, compétition «nouvelles voix/nouvelles visions»[56]
- Prix Europa 2020 : meilleur TV Fiction pour L'Animale[57],[58]